# Cristo cade sotto la croce (Niccolò Francipane)
Cristo cade sotto la croce è un dipinto olio su tela di Niccolò Frangipane, datato 1597, esposto tra le più importante pitture nella galleria del Museo della Basilica di Gandino. La tela riporta nella parte inferiore sinistra,  la data e la firma dell'autore.

## Storia
Non si conosce la committenza dell'opera, il primo documento che la indica è una relazione di Mario Carrara che la motiva quale offerta dei fedeli di Cima Ripa - località di Gandino - e posta nella cappella Santo Jesus vicina a un'antica porta d'accesso al paese di Gandino, cappella che ne conserva una copia. Secondo altre fonti fu invece l'artista medesimo a offrire il dipinto in cambio di ospitalità. Purtroppo poche sono le conoscenze relative alla vita del Francipane. La conferma dell'attribuzione all'artista padovano ma abitante a Venezia, è data non solo dalla firma ma anche dalla vicinanza al medesimo soggetto conservato nel museo civico di Udine, nella Galleria Doria Pamphilj a Roma e a Rimini nella chiesa di San Domenico

## Descrizione
Il dipinto raffigura la prima caduta di Gesù sotto il supplizio della croce sulla via del monte Golgota, e l'incontro con la Madre e il Cireneo che lo aiuterà nel cammino, la tela è quindi una riproduzione della terza, quarta e quinta stazione della Via Crucis. La raffigurazione così composta conferma che non era un racconto specifico per una Via Crucis a cui andavano aggiunti altri lavori, piuttosto una tela d'altare. La descrizione minuta dei soggetti tipica del Cinquecento, la rende d'immediato impatto e comprensione.
Al centro della scena Cristo genuflesso a terra avvolto in una veste rossa vermiglio - rosso colore segno del martirio - e portante in capo una corona di spine. 
Cristo, caduto sotto il peso della croce, sta compiendo l'atto di rialzarsi appoggiandosi a una pietra. Dettagliate sono le spine sul capo e i lunghi capelli che scendono sulle spalle, così come i rovi che sono sul terreno. Il suo sguardo fisso verso il basso cerca quello dei fedeli che diventano compartecipi della sua passione.  Accanto a lui, contrariamente ai dipinti tradizionali che avevano la raffigurazione di un soldato, l'artista ha dipinto il discepolo Giovanni che porta disperatamente le mani al viso quello a cui poi Cristo sulla croce affiderà la Madre. Alle spalle di Cristo il Cireneo che solleva il legno della croce in gesto di aiuto. Questo indossa tipici abiti cinquecenteschi. Sul lato sinistro della tela la Madre genuflessa accanto al figlio con il viso contrito e gli occhi colmi di lacrime. Con una mano si porge in aiuto mentre con l'altra si tiene il petto in segno di dolore; la Vergine è sorretta da Maria Maddalena, con il volto pieno di disperazione, e da Maria di Cleofa. Donne differenti anche nel dolore, ma che rappresentano tutta l'umanità.
Alle spalle dei protagonisti una zona collinare dove lontana si scorge la città di Gerusalemme. Il cielo plumbeo ha sprazzi di rosso, la speranza della risurrezione.